# Lens (Belgien)
Lens ist eine belgische Gemeinde im Arrondissement Mons der Provinz Hennegau.
Sie besteht aus den Ortschaften Lens, Bauffe, Cambron-Saint-Vincent, Lombise und Montignies-lez-Lens.
Das Aachener Marienstift hatte hier spätestens Mitte des 9. Jahrhunderts Besitz. Die Gemeinde zählt zu den 43 Orten, die im Jahr 888 in einer Besitzbestätigungsurkunde König Arnulfs von Kärnten für das Aachener Marienstift erscheinen (MGH DArn Nr. 031).

## Weblinks

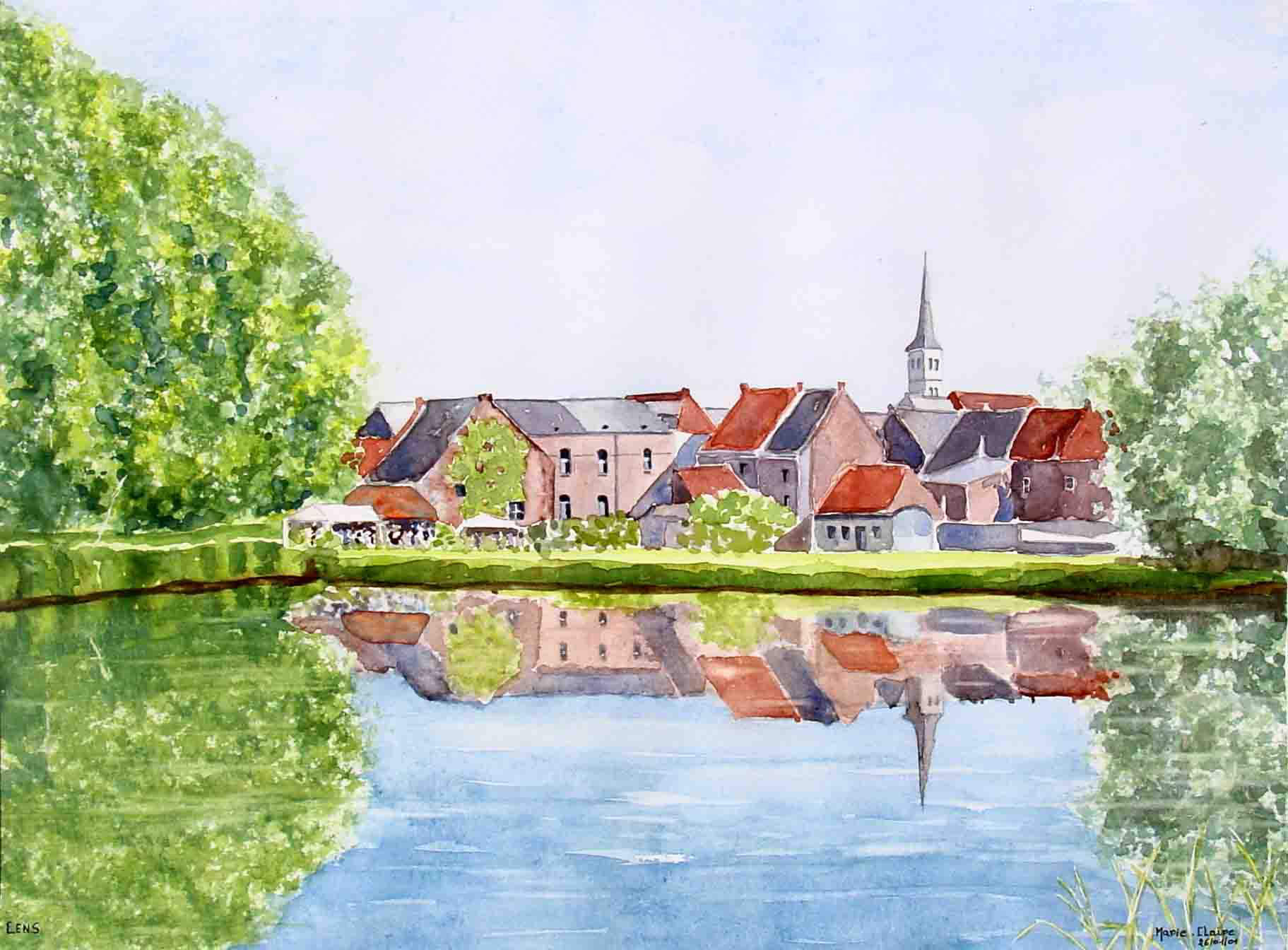